# George Robledo
Jorge „George” Robledo Oliver (Iquique, 1926. április 14. – Viña del Mar, 1989. április 1.) chilei-angol labdarúgócsatár.